# Жаркі (Малопольське воєводство)
Жаркі (пол. Żarki) — село в Польщі, у гміні Лібйонж Хшановського повіту Малопольського воєводства.
Населення — 3803 особи (2011).
У 1975-1998 роках село належало до Катовицького воєводства.

## Демографія
Демографічна структура станом на 31 березня 2011 року:
|          | Загалом | Допрацездатний вік | Працездатний вік | Постпрацездатний вік |
| -------- | ------- | ------------------ | ---------------- | -------------------- |
| Чоловіки | 1831    | 368                | 1235             | 228                  |
| Жінки    | 1972    | 379                | 1142             | 451                  |
| Разом    | 3803    | 747                | 2377             | 679                  |